# Hampshire
Hampshire /ˈhæmpˌʃə/ es uno de los cuarenta y siete condados de Inglaterra, Reino Unido, con capital en Winchester. Ubicado en la región Sudeste limita al norte con Berkshire, al este con Surrey y Sussex del Oeste, al sur con el canal de la Mancha y el estrecho de Solent —que lo separa de la isla de Wight—, y al oeste con Dorset y Wiltshire. Su población en el año 2010 era de 1 743 700 habitantes. Históricamente ha sido denominado de muy diversas formas: Southamptonshire, Hamptonshire, Old Hampshire o condado de Southampton.
El condado limita, al oeste, con los condados de Dorset y Wiltshire; al norte, con el condado de Berkshire; al este, con los condados de Surrey y West Sussex; y al sur, con el mar. Ocupa un área aproximada de 3.769 km² (1400 millas cuadradas). De norte a sur mide 65 km (47 millas), y de este a oeste 90 km (53 millas). El condado ceremonial incluye las ciudades de Portsmouth y Southampton que son, administrativamente, independientes. Sin embargo, las ciudades de Christchurch y Bournemouth, situadas dentro de los límites históricos del condado, forman parte desde 1974 del condado de Dorset.
Hampshire es uno de los principales destinos vacacionales en Inglaterra. Existen diversas atracciones y complejos turísticos cercanos a la costa, como la zona marítima de Portsmouth, el museo del motor de Beaulieu, y el autódromo de Thruxton. Dentro de sus límites se encuentra, en su totalidad, el parque nacional de New Forest, así como gran parte del reciente parque nacional de South Downs. En el ángulo nordeste, se encuentra Aldershot, el campo principal del Ejército Británico después 1850, y Farnborough, famoso por su salón aeronáutico. Hampshire tiene una larga historia relacionada con el mar y dos de los mayores puertos de Inglaterra, Portsmouth y Southampton, están en sus costas. Los escritores Jane Austen y Charles Dickens nacieron en este condado, así como el ingeniero Isambard Kingdom Brunel. También nació allí el Mariscal de campo Bernard Law Montgomery, que fue decisivo en la batalla de Al-Amein en la Segunda Guerra Mundial. Hampshire tiene la suerte de contar con uno de los mejores paisajes naturales del país, y con una costa fácilmente accesible, ofreciendo por tanto una gran variedad de actividades de ocio y deportivas.

## Historia
Los primeros vestigios de vida humana en esta zona datan del Neolítico. Los primeros pobladores construyeron fuertes en las colinas, como el de Winklebury, y cultivaron los valles del condado. Hampshire formó parte de una zona llamada por los celtas como Gwent o Y Went, que también se extendía por los condados de Wiltshire y Somerset. Durante la conquista romana de Britania, Hampshire fue una de las áreas ocupadas en primer lugar por las tropas invasoras romanas. La zona meridional del condado, conocida como Meon, y en particular, el valle del río Hamble, fue ocupada por la tribu de los jutos (495), hasta la llegada de los sajones en el año 530. Hampshire es uno de los primeros "shires" (condados) sajones, del que se tiene constancia desde el año 755. Tras el avance de los sajones hacia el oeste, Hampshire se convirtió en el centro del reino de Wessex. La ciudad de Winchester fue la capital del país en la época del dominio anglosajón. Numerosos reyes sajones están enterrados en Winchester.
En Winchester se fabrica cerveza y sidra y la producción textil viene siendo tradicional desde la Edad Media. En los espacios donde no hay bosque, los campesinos se dedican a la agricultura, sobre todo cereales y a la producción de lácteos.
Después de la conquista normanda, el condado se vio favorecido por los reyes normandos que establecieron el "New Forest" como coto de caza real. A partir del siglo XII los puertos del condado empezaron a ganar en importancia. Servían para comerciar con el continente europeo, sobre todo la lana y los textiles fabricados en Hampshire. Se establecieron las primeras industrias pesqueras y así como los primeros astilleros.
El puerto de Southampton ha sido punto de arranque de algunos de los barcos más famosos de la historia como el Mayflower que llevó a los primeros colonos hasta los Estados Unidos y el Titanic.
Hampshire desempeñó un papel importante durante la Segunda Guerra Mundial ya que en el puerto de Portsmouth estaba una de las mayores bases de la marina británica. Además, los diseñadores del Spitfire y de otros aviones tenían su sede en Southampton, lo que provocó que la ciudad fuera bombardeada en diversas ocasiones.
Hampshire fue el punto de partida de algunos de los que más tarde se asientan en la costa este de lo que hoy es Estados Unidos, en el siglo XVII, dando su nombre en particular, al estado de Nuevo Hampshire. Los condados de Isle of Wight y Southampton, en Virginia, reflejan los orígenes de algunos de los primeros colonos de Jamestown.

## Gobierno
Con la excepción de las autoridades unitarias de Portsmouth y Southampton que se rigen por el Hampshire County Council con sede en Winchester, con varios distritos metropolitanos no debajo de ella, y para la mayoría de los condados, juntas parroquiales o concejos municipales en el ámbito local. Los distritos de Hampshire son los siguientes:
1. Gosport,
2. Fareham,
3. Winchester,
4. Havant,
5. East Hampshire,
6. Hart,
7. Rushmoor,
8. Basingstoke and Deane,
9. Test Valley,
10. Eastleigh,
11. New Forest,
12. Southampton
13. Portsmouth.

El condado también contiene dos parques nacionales, el gobierno primero que cubre New Forest, y por lo tanto de esta área se lleva a cabo por una autoridad del parque nacional, así como el Consejo de Distrito de New Forest; el segundo parque nacional es más reciente llamado South Downs, que abarca las bajadas de yeso hacia el este de Winchester, que abarca un gran número de áreas de gobierno local a través de tres condados Hampshire, West y East Sussex.

## Educación
El sistema escolar en Hampshire (incluyendo Southampton y Portsmouth) es muy amplio. Geográficamente el interior de Hampshire LEA hay veinticuatro escuelas independientes, Southampton tiene tres y Portsmouth tiene cuatro. Hay 14 centros de formación continuos dentro del distrito de Hampshire, incluyendo 5 con calificación de "extraordinarios" por el Ofsted: Alton College, Farnborough Sixth Form College, Peter Symonds College, Queen Mary's College, y South Downs College.
Hay cuatro universidades, la Universidad de Southampton, la Southampton Solent University, la Universidad de Portsmouth y la Universidad de Winchester (que también tenía un pequeño campus en Basingstoke hasta 2011).

## Cultura, artes y deportes

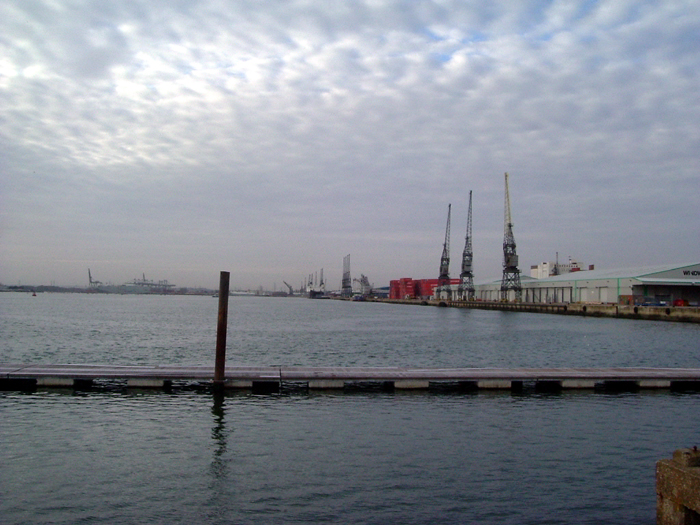
Vista de los muelles de Southampton

Debido a la larga asociación de Hampshire con los cerdos y los jabalíes, los nativos de la provincia han sido conocidos como los cerdos de Hampshire desde el siglo XVIII.
Hampshire tiene varias conexiones literarias, pues es la cuna de autores como Jane Austen y Charles Dickens, y la residencia de otros, como Charles Kingsley. Austen vivió la mayor parte de su vida en Nuevo Hampshire, donde su padre era rector de Steventon, Hampshire, y escribió todas sus novelas en el condado. Hampshire también tiene muchas conexiones con las artes visuales, dado que el pintor John Everett Millais es oriundo del lugar, y las ciudades y el campo han sido retratados por Laurence S. Lowry y Joseph Mallord William Turner. También son oriundos de Hampshire el explorador Lawrence Oates, que tiene un museo en Selborne, y los actores Peter Sellers y Benny Hill. Asimismo, Hampshire está muy vinculada a la música: cuenta con numerosas orquestas, bandas y grupos, y ha dado a la música figuras como las de los cantantes Carl Barat, Craig David o Laura Marling. El Hampshire County Youth Choir se localiza en Winchester, y ha tenido exitosas giras por Canadá e Italia en los últimos años, en tanto que el Hampshire County Youth Orchestra (con su orquesta de cámara de asociados y orquesta de cuerda) tiene su sede en el Thornden Hall.
El juego de cricket se ha desarrollado en gran medida en el sureste de Inglaterra, con uno de los primeros equipos se formaron en Hambledon en 1750, con el "Club Hambledon", fueron creadas muchas de las reglas de cricket iniciales. Hampshire County Cricket Club hoy es un éxito con un equipo de primera clase, capitaneado por Dimitri Mascarenhas. La principal baja del condado es el Rose Bowl, donde se han presentado varios ODIs y después de una remodelación de la tierra, se llevará a cabo su primer test match en 2011. Jugadores notables se incluyen en Inglaterra, como el actual bateador Kevin Pietersen. Hampshire también han sido capitaneado por el australiano Shane Warne.
Las aguas relativamente calmas de Hampshire han permitido que el condado se desarrolle como una de las áreas de mayor actividad de vela en el país, con muchos clubs de yate y varios fabricantes en el Solent. El deporte del windsurf fue inventado en Hayling Island, que se encuentra al sureste del condado.
Hampshire tiene varias asociaciones de equipos de fútbol, incluyendo el Campeonato del Southampton F.C., Portsmouth F.C. y npower League Two del Aldershot Town F.C. Portsmouth Football Club y Southampton Football Club han sido tradicionalmente rivales feroces. Portsmouth ganó la FA Cup en 1939 y 2008 y el título de la liga de fútbol en dos ocasiones, en 1949 y 1950, pero ha pasado gran parte de los últimos 50 años fuera de la primera división y en un momento pasó dos temporadas en la Cuarta División (la división más baja en los altos niveles de fútbol). Southampton, por su parte, ganó la Copa FA en 1976, llegó a la final en 2003 y pasó 27 años ininterrumpidos en la primera división de Inglaterra (1978-2005). Aldershot Football Club se convirtió en miembro de la Liga de Fútbol en 1932, pero nunca avanzó más allá de la Tercera División y el 25 de marzo de 1992 se declaró en bancarrota y fue obligado a dimitir de la liga. Un nuevo club de fútbol, Aldershot Town Football Club se formó casi de inmediato, y comenzó su vida en la División 3 de la Liga Isthmian. En 2008, los Aldershot Town fueron coronados como los campeones de la Conferencia Nacional (Conference National) y fueron ascendidos en la Liga de Fútbol.
Hampshire también tiene un número de equipos fuera de la Liga de Fútbol: Basingstoke Town, Eastleigh, Farnborough y Havant & Waterlooville juega en la Conference South. Bashley juega en la Southern Football League Premier Division.
El Circuito de Thruxton es el principal recorrido de las carreras de motor de Hampshire, con el Museo Nacional del Motor se encuentra en el nuevo bosque junto al Beaulieu Palace House. El Salón Aeronáutico de Farnborough es un evento popular internacional, celebrado cada dos años.